# Новозасимовичский сельсовет
Новозасимовичский сельсовет — административная единица на территории Пружанского района Брестской области Республики Беларусь. Административный центр — деревня Новые Засимовичи.

## История
24 сентября 1998 года образован Новозасимовичский сельсовет с административно-территориальным центром в деревне Новые Засимовичи.

## Инфраструктура
На территории деревни Новые Засимовичи расположены: бывшая в/ч 02181, почта, средняя школа, два садика, церковь.

## Состав
Новозасимовичский сельсовет включает 1 населённый пункт:
- Новые Засимовичи — деревня.

## Достопримечательность
- Памятник-вертолёт Ми-24В в деревне Новые Засимовичи